# 米爾布魯克鎮區 (密歇根州)
米爾布魯克鎮區（英語：Millbrook Township）是位於美國密歇根州米科斯塔縣的一個行政鎮區。

## 地方資料
米爾布魯克鎮區的面積為92.90平方千米，當中陸地面積為92.64平方千米，而水域面積為0.26平方千米。根據2020年美國人口普查的數據，當地共有人口1064人，而人口密度為每平方千米11.45人。